# Pianoconcert (Britten)
Benjamin Britten voltooide zijn eerste versie van zijn enige Pianoconcert op 26 juli 1938.

## Geschiedenis
Het werk was aanvankelijk geen succes. Britten componeerde tegen de klassieke stijl in een vierdelig werk. Deel 1 was Toccata in sonatevorm, deel 2 wals, deel 3 Recitatief en aria en deel 4 Mars. Die titels wezen meer op een suite dan op een concerto. Toch was Britten optimistisch want de originele titel luidde Concerto nr. 1 in D voor piano en orkest, hij had er kennelijk meer in de pen. Hijzelf gaf de eerste uitvoering op 18 augustus 1938 in de Promsserie samen met het BBC Symphony Orchestra onder leiding van Henry Wood in de Queen’s Hall.
In 1946 kwam het werk weer voor op de speellijst van de Proms. Op 2 juli 1946 speelde Noel Mewton-Wood als solist met het London Symphony Orchestra onder leiding van Basil Cameron de gereviseerde versie. Het Recitiatief en aria was toen vervangen door Impromptu. De titel (nog steeds optimistisch) was toen Pianoconcerto nr. 1. Tot en met 2012 zou het werk elf keer te horen zijn op de Proms. Dit heeft het waarschijnlijk te danken aan de suiteachtige muziek, die voor een pianoconcert wat aan de vrolijke kant is. 
In 1965 sleutelde Britten er opnieuw aan, en hij zag kennelijk dat dit zijn enige pianoconcert zou blijven; het kreeg de titel Concerto for piano and orchestra. Er zou inderdaad geen pianoconcert meer uit zijn pen komen. Zijn Diversions voor de piano (linkerhand) en orkest kwam er nog het dichtst bij.  
Het werk is opgedragen aan Lennox Berkeley met wie hij samen een concert bijwoorden van Peter Burra in Barcelona en met wie hij samen Mont Juic (het vorige opusnummer 12, van Berkeley opus 9) had geschreven. Er zaten bij Britten zo’n 10 (pogingen tot) composities tussen opus 12 en 13.

## Delen
1. Toccata (circa 12 minuten)
2. Wals (circa 5 minuten)
3. Impromptu (circa 8 minuten)
4. Mars (circa 9 minuten)

### Orkestratie
- solopiano
- 2 dwarsfluiten tevens piccolo, 2 hobo’s waarvan 1 ook de althobo, 2 klarinetten, 2 fagotten
- 4 hoorns, 2 trompetten, 3 trombones, 1 tuba
- pauken, 2 man/vrouw percussie (kleine trom, tenortom, grote trom, tamboerijn, bekken, woodblock, zweep), 1 harp
- violen, altviolen, celli, contrabassen

## Discografie
Het werk is niet populair in de discografie. De meeste opnamen zijn van orkesten, die niet tot de wereldtop of Britse top behoren, ook de solisten zijn meestal vrij onbekend. Van de handvolle stapel zijn dan ook de meesten steeds dezelfde opnamen en die is dan nu juist van een wereldberoemde pianist. Britten gaf zelf leiding aan de opname voor Decca Records met Svjatoslav Richter en het English Chamber Orchestra, die opnamen zijn apart te verkrijgen, dan wel in een verzamelbox over Britten dan wel in een verzamelbox over Richter. De opnamen zijn uit 1970/1971.   